# Augusta de Sajonia-Weimar-Eisenach
Augusta de Sajonia-Weimar-Eisenach (Augusta Marie Luise Katharina; Weimar, 30 de septiembre de 1811 - Berlín, 7 de enero de 1890) fue duquesa de Sajonia y, posteriormente, reina consorte de Prusia y emperatriz consorte de Alemania; fue la esposa del emperador Guillermo I de Alemania. Entre sus ancestros por vía materna cabe destacar su bisabuela Catalina II y su abuelo Pablo I.

## Infancia y juventud
Augusta era la segunda hija de Carlos Federico, gran duque de Sajonia-Weimar-Eisenach, y de la gran duquesa María Pavlovna de Rusia, hija del zar Pablo I y de la zarina Sofía Dorotea de Wurtemberg.
Aunque su padre era una persona intelectualmente limitada, cuya lectura preferida hasta el fin de sus días fueron los cuentos de hadas, Johann Wolfgang von Goethe consideraría a María Pavlovna, la madre de Augusta, como “una de las mejores y más destacadas mujeres de su época”. Augusta recibió una educación adecuada para su posición, incluyendo varias clases de pintura de Luise Seidler, pintor de la corte sajona, así como lecciones de música de Johann Nepomuk Hummel, maestro musical de la corte.

## Encuentro con el príncipe Guillermo
En 1826, Augusta contaba con solo quince años de edad cuando se encontró por primera vez con el que sería su futuro marido, el príncipe Guillermo de Prusia, quien tenía catorce años más que ella. Tras este primer encuentro, Guillermo consideró que la joven tenía una personalidad "excelente", pero que era menos atractiva que su hermana pequeña, María (con la que contraería matrimonio el hermano pequeño de Guillermo, Carlos de Prusia). Pero por encima de todo fue el padre de Guillermo, el rey Federico Guillermo III, quien lo presionó para que considerara a Augusta como una esposa potencial.
En aquel momento, Guillermo estaba enamorado de una princesa polaca, Eliza Radziwill. El heredero al trono prusiano era su hermano mayor, el príncipe Federico Guillermo (que posteriormente reinaría como Federico Guillermo IV), que estaba casado con Isabel Luisa de Baviera pero no tenía hijos. Debido a esta situación, y a su cercanía al trono, se esperaba que Guillermo contrajera matrimonio y tuviera herederos. A Federico Guillermo III le agradaba la relación entre Guillermo y Eliza, pero la corte prusiana había descubierto que los antepasados de la princesa habían comprado el título de príncipes del emperador Maximiliano I, y como habían adquirido el título, su linaje no parecía lo suficiente noble para que contrajera matrimonio con uno de los herederos del trono de Prusia. Por esta razón, el rey comenzó a buscar alternativas. En 1824, pidió al zar Alejandro I de Rusia, que no tenía hijos, que adoptara a Eliza, pero este declinó. El segundo intento para tramitar la adopción de la princesa, esta vez por parte del tío esta, el príncipe Augusto de Prusia, también fracasó porque el comité responsable de los matrimonios de la realeza prusiana consideró que la adopción no cambiaba la sangre del linaje. Otro factor que obstaculizó el matrimonio fue la influencia en la corte de la madre de Guillermo, la reina Luisa, que se oponía al enlace. Esta oposición se debía a la enemistad de la reina consorte de Prusia con el padre de la princesa polaca.
De esta forma, en junio de 1826, el padre de Guillermo se sintió forzado a renunciar al potencial matrimonio de su hijo con Eliza. 
Durante los meses siguientes, el príncipe comenzó a buscar una candidata más adecuada, pero no renunció a sus lazos emocionales con Eliza. Finalmente el 29 de agosto de ese año, Guillermo pidió la mano de Augusta en matrimonio (por escrito y mediante la intercesión de su padre, el rey de Prusia). Augusta aceptó de buen grado la propuesta y el 25 de octubre de 1828, fueron prometidos oficialmente. Al año siguiente, en 1829, Guillermo se reunió con Eliza por última vez, ya que esta sería prometida a Federico de Schwarzenberg más tarde, aunque su matrimonio no llegaría a celebrarse, falleciendo soltera y de tuberculosis en 1834.
El historiador Karin Feuerstein-Prasser ha señalado, basándose en una evaluación de la correspondencia privada de los dos prometidos, las diferentes expectativas que Guillermo tenía de ambos matrimonios: el príncipe escribió a su hermana Carlota, esposa del zar Nicolás I de Rusia, en referencia a Eliza: “La verdad es que sólo se puede amar una vez en la vida”; mientras que, respecto a Augusta, confesó “la princesa es agradable e inteligente, pero no me atrae”. Sin embargo, Augusta estaba enamorada de su futuro marido y esperaba un matrimonio feliz, pero la relación de insatisfacción entre Guillermo y Augusta fue conocida por Eliza, y siempre creyó que habría sido una sustituta más adecuada para él.
El 11 de junio de 1829, después de un fatigoso viaje de tres días desde Weimar a Berlín, se celebró el matrimonio entre Augusta y Guillermo en la capilla del Palacio de Charlottenburg.

## Vida matrimonial

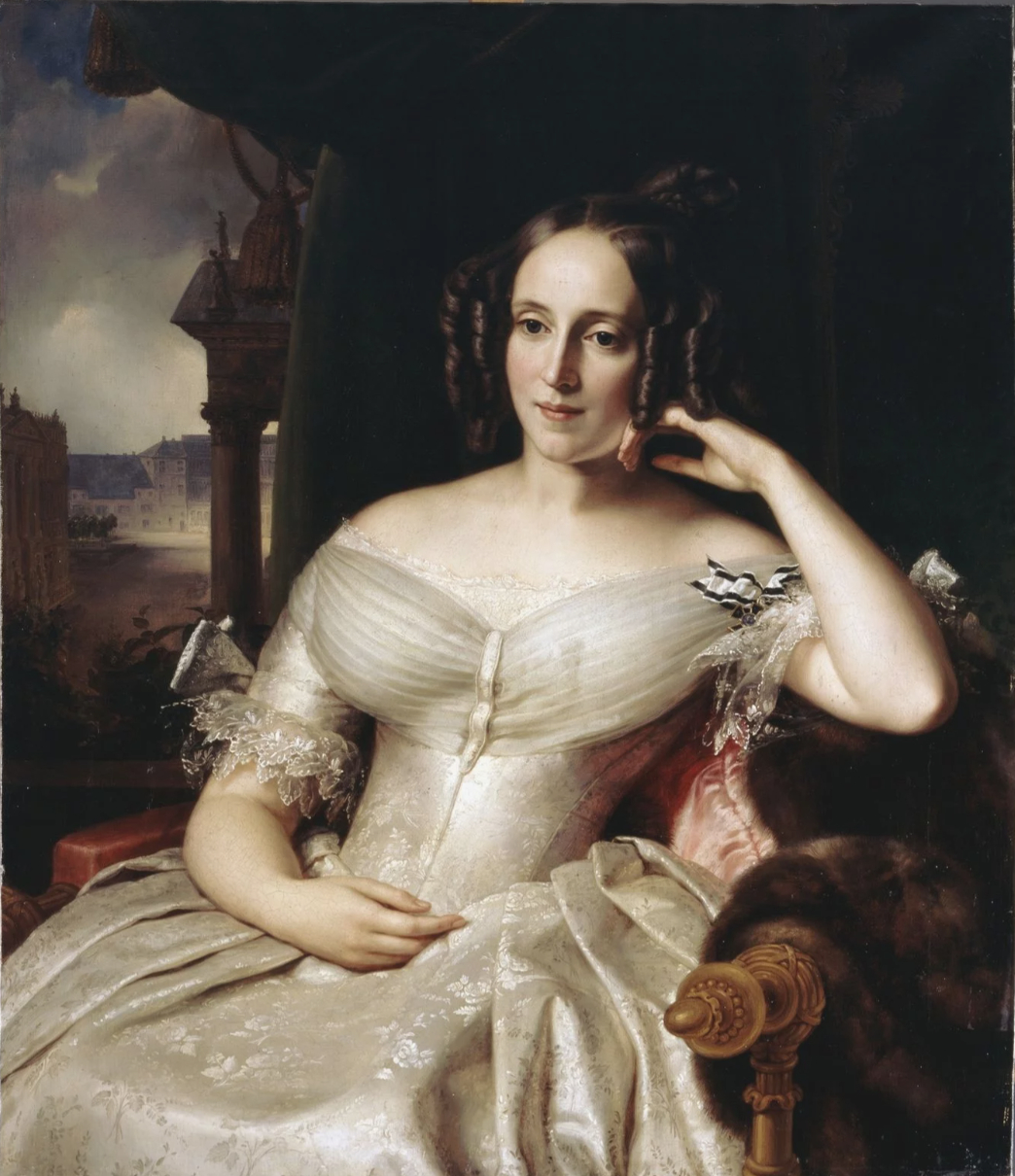
Augusta, reina de Prusia, en un retrato del pintor Gemälde Karl Begas (1838).

Las primeras semanas de matrimonio fueron armoniosas y Augusta fue aceptada favorablemente en la corte prusiana. Sin embargo, pronto comenzó a aburrirse con la sobriedad militar de la corte y la mayor parte de los actos oficiales y cortesanos (que tal vez habrían podido distraerla) estaban reservados para su cuñada, la princesa Isabel Luisa de Baviera.
En una carta que el príncipe Guillermo escribió el 22 de enero de 1831 a su hermana Carlota, se lamentaba de la “carencia de feminidad” de su esposa. Ese mismo año, nació su primer hijo, el príncipe Federico (quien se convertiría, posteriormente, en el rey Federico III), y siete años después nacía su primera hija, la princesa Luisa, el 3 de diciembre de 1838. Posteriormente, Augusta tuvo dos abortos en 1842 y 1843, y también comenzó a tener episodios de depresión desde 1840, debido a que no se sentía amada como consecuencia de las numerosas amantes de Guillermo, sumada a la enorme presión que sufría por parte de la corte prusiana.

## Intereses políticos
Augusta estaba muy interesada en la política y como muchas otras mentes liberales de la época, deseaba la ascensión de su cuñado Federico Guillermo IV al trono de Prusia, ya que era considerado un gobernante moderno y abierto. Sin embargo, el rey se negó a conceder una constitución y prefirió actuar mediante un gobierno conservador, contradiciendo sus ideas y opiniones liberales durante su período como príncipe. 

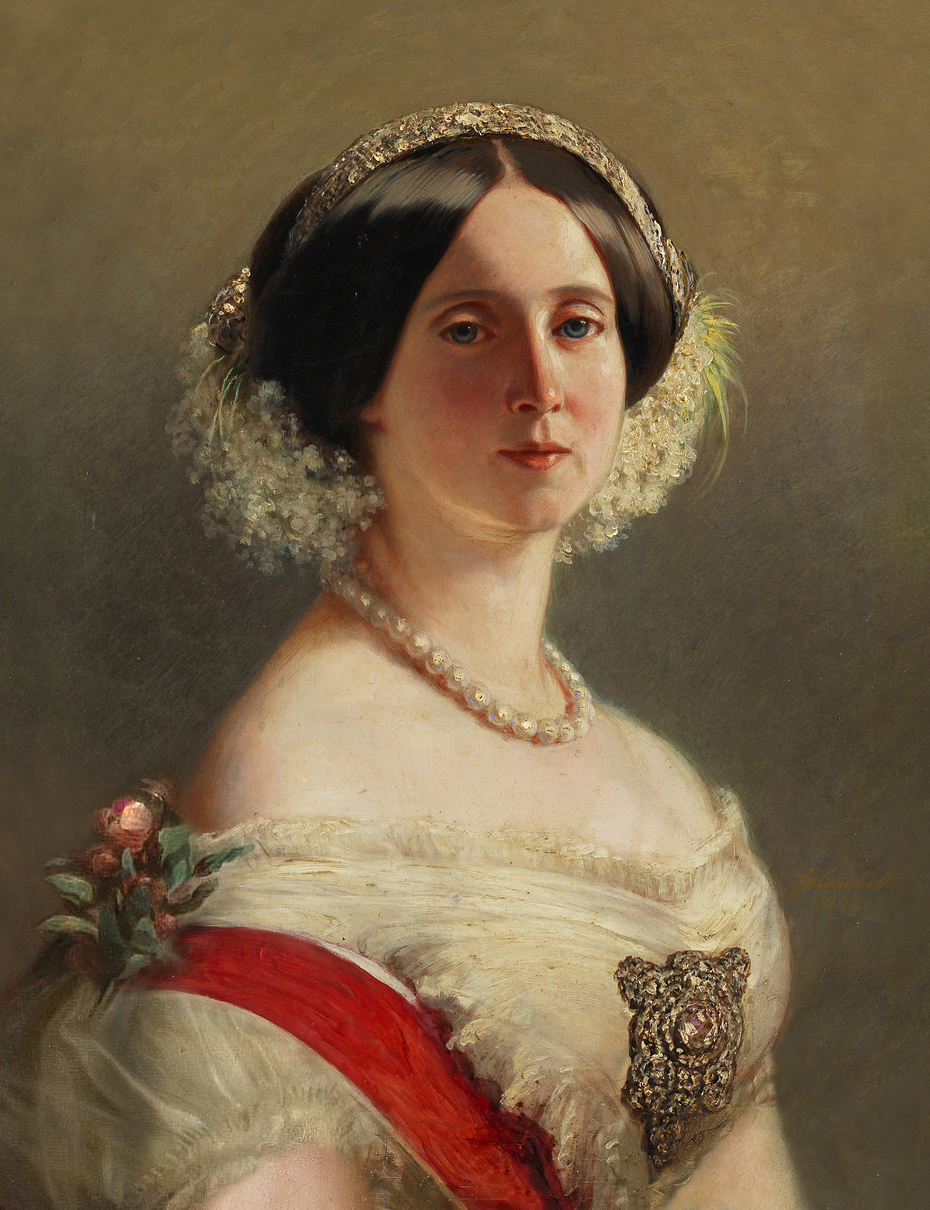
Retratada por Franz Xaver Winterhalter en 1853.

Se creó un Landstag (parlamento) unido en respuesta a las malas cosechas, hambrunas y subsiguientes revueltas de 1847, pero el monarca lo disolvió pocos meses después. El príncipe Guillermo fue considerado responsable del baño de sangre de la revolución de marzo de 1848 en Berlín, y aconsejado por el rey, se exilió a Londres, mientras que Augusta y sus hijos se retiraron a Potsdam.
Debido a estas actitudes del monarca prusiano, entre los círculos liberales comenzó a debatirse si era adecuado o no obligar al rey a abdicar. Finalmente el príncipe abdicó de sus derechos y el hijo de Augusta, Federico, se convirtió en el nuevo heredero. Augusta asumió la regencia de su hijo. Como Augusta destruyó las cartas y diarios de este período, no está clara su opinión al respecto. En mayo de 1848, ochocientos miembros de la Asamblea Nacional de Alemania se reunieron en la iglesia de San Pablo (Paulskirche) en Fráncfort para discutir el proceso de unificación del país, mientras que Guillermo regresó a Prusia durante el mes siguiente. Un año después, en 1849, fue nombrado gobernador general de la provincia del Rin y en la primavera de 1850, él y Augusta se asentaron en Coblenza.

## Período en Coblenza

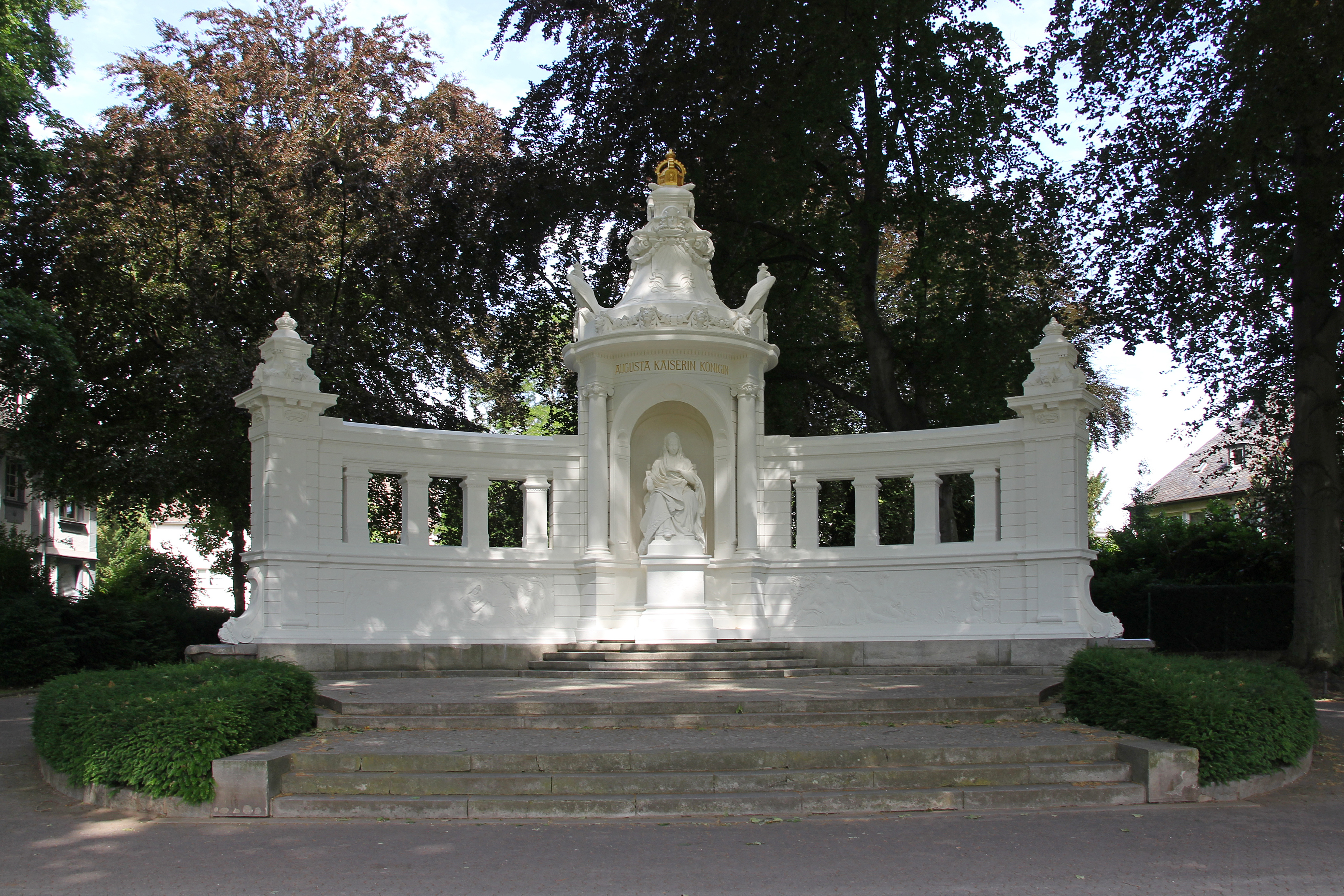
Monumento a la emperatriz Augusta en Coblenza.

Augusta disfrutó de la vida en Coblenza y finalmente allí pudo recuperar la vida cortesana a la que había estado acostumbrada desde su infancia en Weimar. Mientras tanto, su hijo Federico estudiaba en la cercana ciudad de Bonn y se convirtió en el primer príncipe de Prusia en recibir una educación académica.
A Coblenza acudieron muchas de las mentes liberales de la época, entre ellas el historiador Max Dunker y los profesores de leyes August von Bethmann, Clemens Theodor Pertes y Alexander von Schleinitz. La tolerancia de Augusta por el catolicismo fue objeto de burla en Berlín y se consideraba inapropiada para una princesa luterana.
En 1856, su hija menor, Luisa, se casó, a los diecisiete años de edad, con el gran duque Federico de Baden-Baden, mientras que, en 1858, Federico contrajo matrimonio con la hija mayor de la reina Victoria del Reino Unido, la princesa real Victoria. Augusta consideró este segundo enlace un triunfo personal, ya que consideraba que su nuera, educada en un país moderno como Gran Bretaña, convertiría a su hijo en un monarca liberal.

## Regreso a Berlín

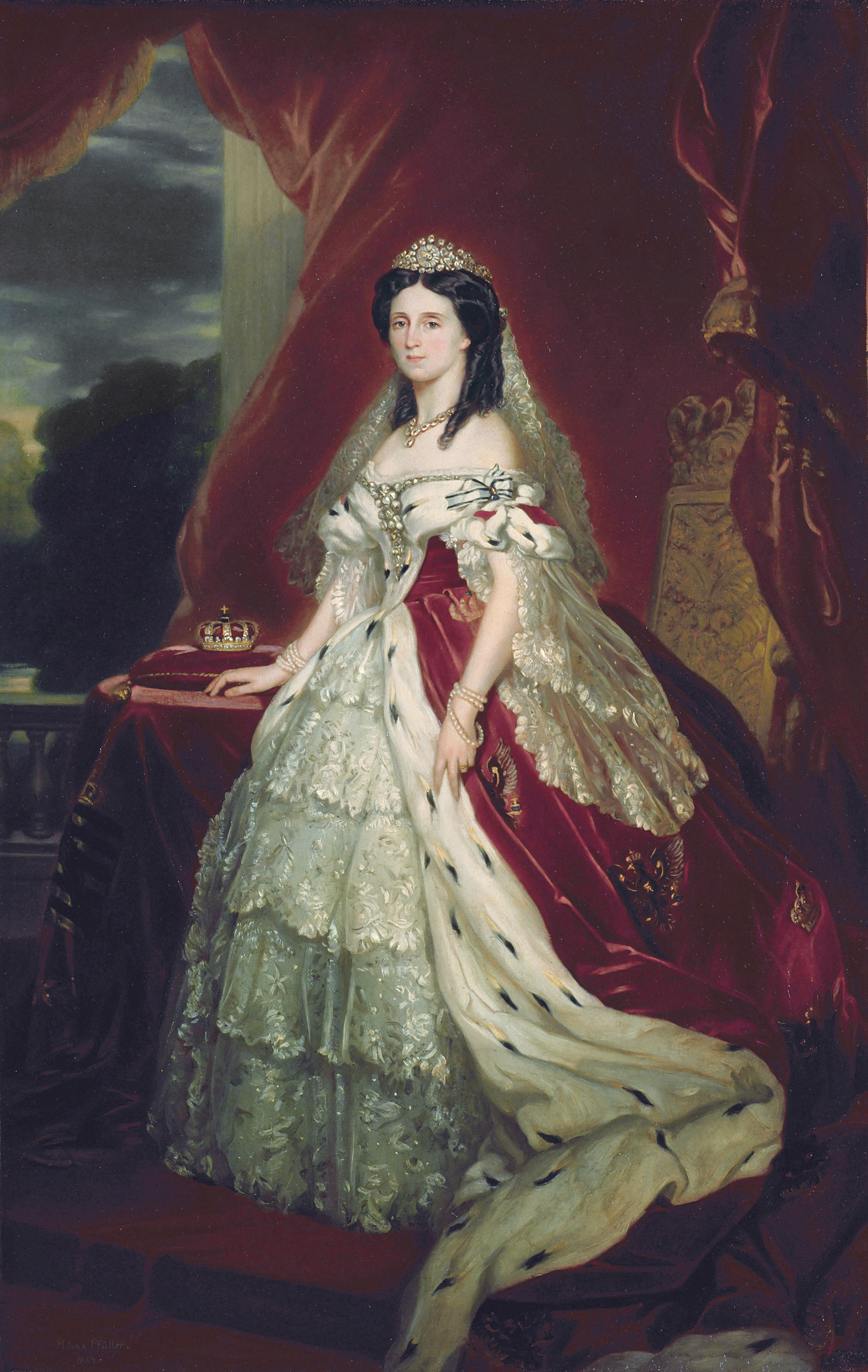
Retratada por Winterhalter en ocasión de la coronación de su esposo como rey Guillermo I de Prusia, 1861.

En 1858, el príncipe Guillermo se convirtió en regente, ya que el rey Federico Guillermo IV no era capaz de gobernar tras haber sufrido varios infartos, por lo que Guillermo y Augusta viajaron a la corte prusiana en Berlín.
Con la muerte de su hermano, sin haber dejado descendecia, Guillermo I fue proclamado rey de Prusia en 1861. Pronto se deshizo del viejo gobierno y nombró ministros liberales, procedentes de su propia corte de Coblenza, entre los que destacaban: Alexander von Schleinitz, que se convirtió en secretario de Exterior; August von Bethman, que fue nombrado ministro de Cultura y Carlos Antonio de Hohenzollern-Sigmaringen, que fue designado primer ministro de Prusia. La oposición conservadora vio en este cambio la mano de la reina Augusta, pero realmente la influencia de esta sobre su esposo era bastante débil. Esta realidad se hizo evidente unos meses después, cuando Guillermo disolvió el parlamento, que no obedecía su voluntad y nombró a Otto von Bismarck como nuevo primer ministro. La reina consideraba a Bismarck como su principal oponente en la corte prusiana, y por su parte, el político despreciaba a Augusta por su influencia sobre el monarca.
A Augusta le desagradaba especialmente la agresiva política exterior de Bismarck y su responsabilidad en el estallido de la guerra austro-prusiana. Al mismo tiempo comenzó a distanciarse cada vez más de Guillermo, por lo que Bismarck comenzó a hablar en su contra en el parlamento. La reacción de Augusta respecto a esta acción fue tratar de forma ruda a la esposa de Bismarck, Johanna von Puttkamer.
La reina comenzó a sufrir nuevos episodios maníaco-depresivos, por lo que comenzó a realizar frecuentes viajes a Baden-Baden en busca de una cura. Durante esta época, la población prusiana celebraba la victoria en Königgrätz, pero Augusta comenzó a guardar luto por los muertos y heridos en el conflicto. También, comenzó a distanciarse de su nuera Victoria (conocida como “Vicky”), que comenzaba a simpatizar con la causa prusiana y la política de Bismarck. El carácter de Augusta era religioso y honorable y creía que Victoria “carecía de religión”, y comenzó a rehuirla, ausentándose de los actos oficiales. Sin embargo, comenzó a interesarse en la educación de sus nietos Carlota, Enrique y Guillermo, al que tenía en gran estima.
Augusta, que aborrecía la guerra, fundó la Asociación Nacional de Mujeres en 1864, para cuidar de los soldados heridos y enfermos y se reunió con Florence Nightingale para consultarla. Varias fundaciones médicas y hospitales que todavía existen hoy, fueron creados a iniciativa de Augusta como la Sociedad Alemana de Cirugía.

## Emperatriz consorte de Alemania

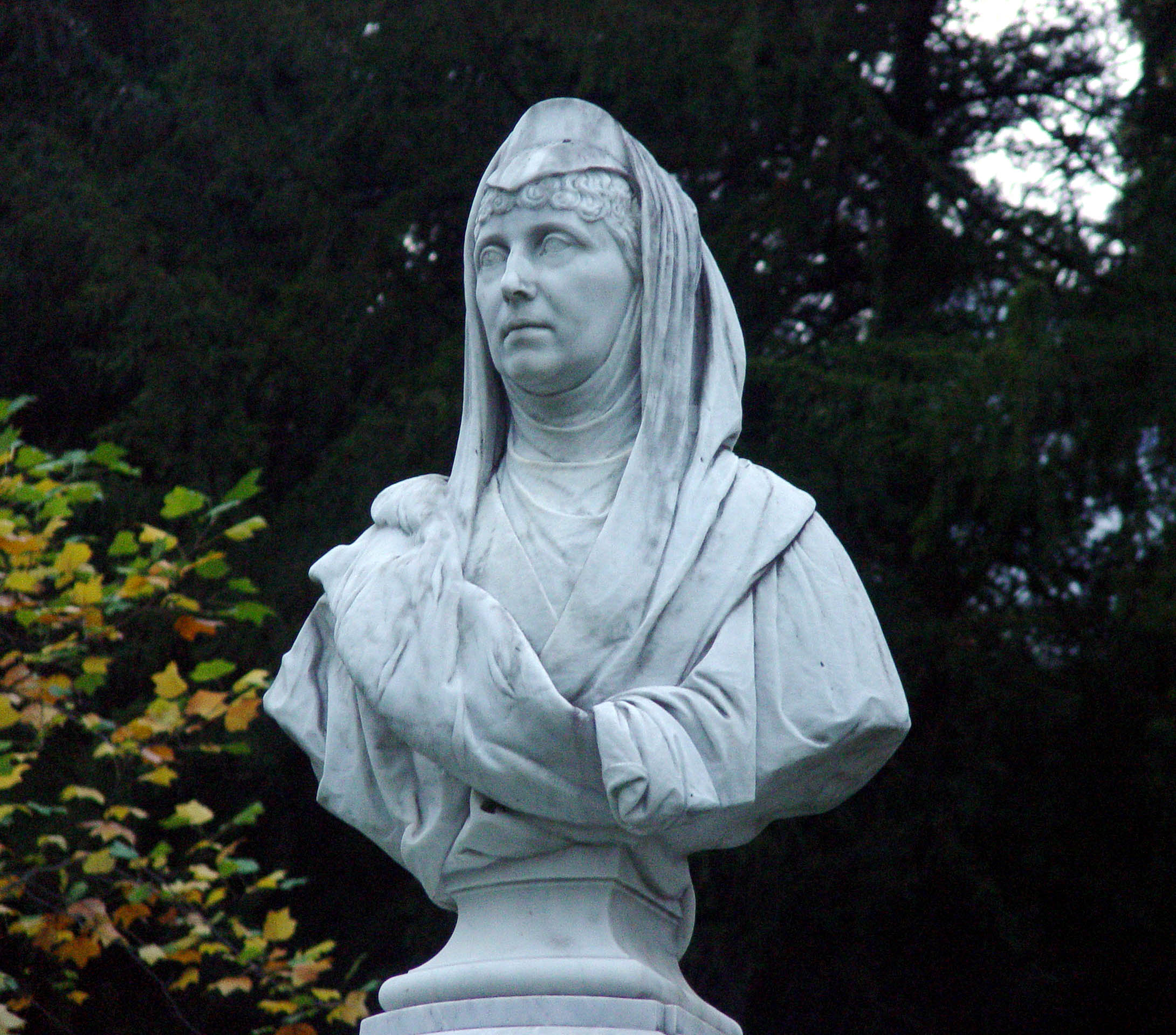
Busto de la emperatriz Augusta en Baden-Baden.

La guerra austro-prusiana terminó en 1866, pero cuatro años después, en 1870, estalló la guerra franco-prusiana y Augusta continuó responsabilizando a Bismarck de los horrores de la contienda. Sin embargo, tras la guerra entre ambos países, se fundó, en 1871, el Imperio alemán, seguido de la proclamación de Guillermo I como káiser. En consecuencia, Augusta recibió el título de emperatriz consorte.
Augusta consideraba la corona imperial alemana como una derrota personal; había deseado que la supremacía prusiana en el imperio se consiguiera mediante la conquista moral y no mediante el derramamiento de sangre. Su opinión sobre la guerra fue expresada mediante la creación de un establecimiento educativo en Potsdam en 1872 como «un hogar para la educación de las hijas huérfanas o sin recursos de oficiales civiles y militares, sacerdotes y doctores alemanes caídos en el campo del honor como resultado de la guerra de 1870».
En los últimos años del reinado de su marido, Augusta enterró sus diferencias con el canciller Bismarck, ya que lo consideraba como el único hombre adecuado para apoyar a su amado nieto Guillermo. Sin embargo, a este le desagradaba el canciller y, poco después de heredar el trono en 1888, le obligó a dimitir.

## Últimos años
Augusta había sufrido reumatismo durante muchos años y, en junio de 1881, sufrió heridas severas debido a una caída que la obligaron a utilizar muletas y una silla de ruedas, pero que no evitaron que siguiera realizando sus tareas.
Finalmente, en 1887, hizo las paces con su esposo durante el cumpleaños de este. Sin embargo, falleció al año siguiente. 
Con la muerte de Guillermo, su hijo mayor subió al trono como Federico III, pero, tras solo 99 días de reinado, sucumbió a un cáncer de laringe. Ese mismo año, Augusta contempló cómo su amado nieto Guillermo se convertía en emperador ese mismo año (como Guillermo II).
Falleció el 7 de enero de 1890, con 78 años. Fue enterrada junto a su marido en el mausoleo de Charlottenburg.

## Títulos y tratamientos
Esta tabla aún no está actualizada. Puedes contribuir aportando información sobre títulos y tratamientos de esta persona.

## Honores
- Reino de Prusia:[1]
  - Dama del Águila Negra, con Collar, 18 de octubre de 1861[2]
  - Dama de la Orden de Luisa, 1.ª División
  - Cruz al Mérito para Mujeres y Chicas, 9 de abril de 1871[3]
- Reino de Portugal: Dama de la Orden de la Reina Santa Isabel[1]
- Imperio ruso: Gran Cruz de Santa Catalina, en Diamantes, 12 de diciembre de 1811[4]
- España: Dama de la Orden de la Reina María Luisa, 20 de mayo de 1863[5]
- Imperio mexicano: Gran Cruz de San Carlos, 10 de abril de 1865[6]
- Reino de Sajonia: Dama de la Orden de Sidonia, 1871[7]

## Ancestros
| \| \| \| \| \| \| \| \| \| \| \| \| \| \| \| \| \| \| \| \| 16. Ernesto Augusto I de Sajonia-Weimar \| \| \| \| \| \| \| \| \| \| \| \| \| \| \| \| \| \| \| \| \| \| \| \| \| \| \| \| \| \| \| \| \| \| \| \| \| \| \| \| \| \| \| \| \| \| \| \| \| \| \| \| \| \| 8. Ernesto Augusto II de Sajonia-Weimar \| \| \| \| \| \| \| \| \| \| \| \| \| \| \| \| \| \| \| \| \| \| \| \| \| \| \| \| \| \| \| \| \| \| \| \| \| \| \| \| \| \| \| \| \| \| \| \| \| \| \| \| \| \| 17. Sofía Carlota de Brandeburgo-Bayreuth \| \| \| \| \| \| \| \| \| \| \| \| \| \| \| \| \| \| \| \| \| \| \| \| \| \| \| \| \| \| \| \| \| \| \| \| \| \| \| \| \| \| \| \| \| \| \| \| \| \| \| \| \| \| 4. Carlos Augusto de Sajonia-Weimar-Eisenach \| \| \| \| \| \| \| \| \| \| \| \| \| \| \| \| \| \| \| \| \| \| \| \| \| \| \| \| \| \| \| \| \| \| \| \| \| \| \| \| \| \| \| \| \| \| \| \| \| \| \| \| \| \| 18. Carlos I de Brunswick-Luneburgo \| \| \| \| \| \| \| \| \| \| \| \| \| \| \| \| \| \| \| \| \| \| \| \| \| \| \| \| \| \| \| \| \| \| \| \| \| \| \| \| \| \| \| \| \| \| \| \| \| \| \| \| \| \| 9. Ana Amalia de Brunswick-Wolfenbüttel \| \| \| \| \| \| \| \| \| \| \| \| \| \| \| \| \| \| \| \| \| \| \| \| \| \| \| \| \| \| \| \| \| \| \| \| \| \| \| \| \| \| \| \| \| \| \| \| \| \| \| \| \| \| 19. Filipina Carlota de Prusia \| \| \| \| \| \| \| \| \| \| \| \| \| \| \| \| \| \| \| \| \| \| \| \| \| \| \| \| \| \| \| \| \| \| \| \| \| \| \| \| \| \| \| \| \| \| \| \| \| \| \| \| \| \| 2. Carlos Federico de Sajonia-Weimar-Eisenach \| \| \| \| \| \| \| \| \| \| \| \| \| \| \| \| \| \| \| \| \| \| \| \| \| \| \| \| \| \| \| \| \| \| \| \| \| \| \| \| \| \| \| \| \| \| \| \| \| \| \| \| \| \| 20. Luis VIII de Hesse-Darmstadt \| \| \| \| \| \| \| \| \| \| \| \| \| \| \| \| \| \| \| \| \| \| \| \| \| \| \| \| \| \| \| \| \| \| \| \| \| \| \| \| \| \| \| \| \| \| \| \| \| \| \| \| \| \| 10. Luis IX de Hesse-Darmstadt \| \| \| \| \| \| \| \| \| \| \| \| \| \| \| \| \| \| \| \| \| \| \| \| \| \| \| \| \| \| \| \| \| \| \| \| \| \| \| \| \| \| \| \| \| \| \| \| \| \| \| \| \| \| 21. Carlota de Hanau-Lichtenberg y Müntzenberg \| \| \| \| \| \| \| \| \| \| \| \| \| \| \| \| \| \| \| \| \| \| \| \| \| \| \| \| \| \| \| \| \| \| \| \| \| \| \| \| \| \| \| \| \| \| \| \| \| \| \| \| \| \| 5. Luisa Augusta de Hesse-Darmstadt \| \| \| \| \| \| \| \| \| \| \| \| \| \| \| \| \| \| \| \| \| \| \| \| \| \| \| \| \| \| \| \| \| \| \| \| \| \| \| \| \| \| \| \| \| \| \| \| \| \| \| \| \| \| 22. Palatino Cristián III de Zweibrücken-Birkenfeld \| \| \| \| \| \| \| \| \| \| \| \| \| \| \| \| \| \| \| \| \| \| \| \| \| \| \| \| \| \| \| \| \| \| \| \| \| \| \| \| \| \| \| \| \| \| \| \| \| \| \| \| \| \| 11. Carolina de Zweibrücken \| \| \| \| \| \| \| \| \| \| \| \| \| \| \| \| \| \| \| \| \| \| \| \| \| \| \| \| \| \| \| \| \| \| \| \| \| \| \| \| \| \| \| \| \| \| \| \| \| \| \| \| \| \| 23. Carolina de Nassau-Saarbrücken \| \| \| \| \| \| \| \| \| \| \| \| \| \| \| \| \| \| \| \| \| \| \| \| \| \| \| \| \| \| \| \| \| \| \| \| \| \| \| \| \| \| \| \| \| \| \| \| \| \| \| \| \| \| 1. Augusta de Sajonia-Weimar-Eisenach \| \| \| \| \| \| \| \| \| \| \| \| \| \| \| \| \| \| \| \| \| \| \| \| \| \| \| \| \| \| \| \| \| \| \| \| \| \| \| \| \| \| \| \| \| \| \| \| \| \| \| \| \| \| 24. Carlos Federico de Holstein-Gottorp \| \| \| \| \| \| \| \| \| \| \| \| \| \| \| \| \| \| \| \| \| \| \| \| \| \| \| \| \| \| \| \| \| \| \| \| \| \| \| \| \| \| \| \| \| \| \| \| \| \| \| \| \| \| 12. Pedro III de Rusia \| \| \| \| \| \| \| \| \| \| \| \| \| \| \| \| \| \| \| \| \| \| \| \| \| \| \| \| \| \| \| \| \| \| \| \| \| \| \| \| \| \| \| \| \| \| \| \| \| \| \| \| \| \| 25. Ana Petrovna de Rusia \| \| \| \| \| \| \| \| \| \| \| \| \| \| \| \| \| \| \| \| \| \| \| \| \| \| \| \| \| \| \| \| \| \| \| \| \| \| \| \| \| \| \| \| \| \| \| \| \| \| \| \| \| \| 6. Pablo I de Rusia \| \| \| \| \| \| \| \| \| \| \| \| \| \| \| \| \| \| \| \| \| \| \| \| \| \| \| \| \| \| \| \| \| \| \| \| \| \| \| \| \| \| \| \| \| \| \| \| \| \| \| \| \| \| 26. Cristián Augusto de Anhalt-Zerbst \| \| \| \| \| \| \| \| \| \| \| \| \| \| \| \| \| \| \| \| \| \| \| \| \| \| \| \| \| \| \| \| \| \| \| \| \| \| \| \| \| \| \| \| \| \| \| \| \| \| \| \| \| \| 13. Catalina II de Rusia \| \| \| \| \| \| \| \| \| \| \| \| \| \| \| \| \| \| \| \| \| \| \| \| \| \| \| \| \| \| \| \| \| \| \| \| \| \| \| \| \| \| \| \| \| \| \| \| \| \| \| \| \| \| 27. Juana Isabel de Holstein-Gottorp \| \| \| \| \| \| \| \| \| \| \| \| \| \| \| \| \| \| \| \| \| \| \| \| \| \| \| \| \| \| \| \| \| \| \| \| \| \| \| \| \| \| \| \| \| \| \| \| \| \| \| \| \| \| 3. María Pavlovna de Rusia \| \| \| \| \| \| \| \| \| \| \| \| \| \| \| \| \| \| \| \| \| \| \| \| \| \| \| \| \| \| \| \| \| \| \| \| \| \| \| \| \| \| \| \| \| \| \| \| \| \| \| \| \| \| 28. Carlos I Alejandro de Wurtemberg \| \| \| \| \| \| \| \| \| \| \| \| \| \| \| \| \| \| \| \| \| \| \| \| \| \| \| \| \| \| \| \| \| \| \| \| \| \| \| \| \| \| \| \| \| \| \| \| \| \| \| \| \| \| 14. Federico II Eugenio de Wurtemberg \| \| \| \| \| \| \| \| \| \| \| \| \| \| \| \| \| \| \| \| \| \| \| \| \| \| \| \| \| \| \| \| \| \| \| \| \| \| \| \| \| \| \| \| \| \| \| \| \| \| \| \| \| \| 29. María Augusta de Thurn y Taxis \| \| \| \| \| \| \| \| \| \| \| \| \| \| \| \| \| \| \| \| \| \| \| \| \| \| \| \| \| \| \| \| \| \| \| \| \| \| \| \| \| \| \| \| \| \| \| \| \| \| \| \| \| \| 7. Sofía Dorotea de Wurtemberg \| \| \| \| \| \| \| \| \| \| \| \| \| \| \| \| \| \| \| \| \| \| \| \| \| \| \| \| \| \| \| \| \| \| \| \| \| \| \| \| \| \| \| \| \| \| \| \| \| \| \| \| \| \| 30. Federico Guillermo de Brandeburgo-Schwedt \| \| \| \| \| \| \| \| \| \| \| \| \| \| \| \| \| \| \| \| \| \| \| \| \| \| \| \| \| \| \| \| \| \| \| \| \| \| \| \| \| \| \| \| \| \| \| \| \| \| \| \| \| \| 15. Federica de Brandeburgo-Schwedt \| \| \| \| \| \| \| \| \| \| \| \| \| \| \| \| \| \| \| \| \| \| \| \| \| \| \| \| \| \| \| \| \| \| \| \| \| \| \| \| \| \| \| \| \| \| \| \| \| \| \| \| \| \| 31. Sofía Dorotea de Prusia \| \| \| \| \| \| \| \| \| \| \| \| \| \| \| \| \| \| \| \| \| \| \| \| \| \| \| \| \| \| \| \| \| \| \| \| \| \| \| \| \| \| \| \| \| \| \| \| \| \| \| \| |                                                     |  |  |  |  |  |  |  |  |  |  |  |  |  |  |  |
| |                                                     |  |  |  |  |  |  |  |  |  |  |  |  |  |  |  |
| | 16. Ernesto Augusto I de Sajonia-Weimar             |  |  |  |  |  |  |  |  |  |  |  |  |  |  |  |
| |                                                     |  |  |  |  |  |  |  |  |  |  |  |  |  |  |  |
| |                                                     |  |  |  |  |  |  |  |  |  |  |  |  |  |  |  |
| | 8. Ernesto Augusto II de Sajonia-Weimar             |  |  |  |  |  |  |  |  |  |  |  |  |  |  |  |
| |                                                     |  |  |  |  |  |  |  |  |  |  |  |  |  |  |  |
| |                                                     |  |  |  |  |  |  |  |  |  |  |  |  |  |  |  |
| | 17. Sofía Carlota de Brandeburgo-Bayreuth           |  |  |  |  |  |  |  |  |  |  |  |  |  |  |  |
| |                                                     |  |  |  |  |  |  |  |  |  |  |  |  |  |  |  |
| |                                                     |  |  |  |  |  |  |  |  |  |  |  |  |  |  |  |
| | 4. Carlos Augusto de Sajonia-Weimar-Eisenach        |  |  |  |  |  |  |  |  |  |  |  |  |  |  |  |
| |                                                     |  |  |  |  |  |  |  |  |  |  |  |  |  |  |  |
| |                                                     |  |  |  |  |  |  |  |  |  |  |  |  |  |  |  |
| | 18. Carlos I de Brunswick-Luneburgo                 |  |  |  |  |  |  |  |  |  |  |  |  |  |  |  |
| |                                                     |  |  |  |  |  |  |  |  |  |  |  |  |  |  |  |
| |                                                     |  |  |  |  |  |  |  |  |  |  |  |  |  |  |  |
| | 9. Ana Amalia de Brunswick-Wolfenbüttel             |  |  |  |  |  |  |  |  |  |  |  |  |  |  |  |
| |                                                     |  |  |  |  |  |  |  |  |  |  |  |  |  |  |  |
| |                                                     |  |  |  |  |  |  |  |  |  |  |  |  |  |  |  |
| | 19. Filipina Carlota de Prusia                      |  |  |  |  |  |  |  |  |  |  |  |  |  |  |  |
| |                                                     |  |  |  |  |  |  |  |  |  |  |  |  |  |  |  |
| |                                                     |  |  |  |  |  |  |  |  |  |  |  |  |  |  |  |
| | 2. Carlos Federico de Sajonia-Weimar-Eisenach       |  |  |  |  |  |  |  |  |  |  |  |  |  |  |  |
| |                                                     |  |  |  |  |  |  |  |  |  |  |  |  |  |  |  |
| |                                                     |  |  |  |  |  |  |  |  |  |  |  |  |  |  |  |
| | 20. Luis VIII de Hesse-Darmstadt                    |  |  |  |  |  |  |  |  |  |  |  |  |  |  |  |
| |                                                     |  |  |  |  |  |  |  |  |  |  |  |  |  |  |  |
| |                                                     |  |  |  |  |  |  |  |  |  |  |  |  |  |  |  |
| | 10. Luis IX de Hesse-Darmstadt                      |  |  |  |  |  |  |  |  |  |  |  |  |  |  |  |
| |                                                     |  |  |  |  |  |  |  |  |  |  |  |  |  |  |  |
| |                                                     |  |  |  |  |  |  |  |  |  |  |  |  |  |  |  |
| | 21. Carlota de Hanau-Lichtenberg y Müntzenberg      |  |  |  |  |  |  |  |  |  |  |  |  |  |  |  |
| |                                                     |  |  |  |  |  |  |  |  |  |  |  |  |  |  |  |
| |                                                     |  |  |  |  |  |  |  |  |  |  |  |  |  |  |  |
| | 5. Luisa Augusta de Hesse-Darmstadt                 |  |  |  |  |  |  |  |  |  |  |  |  |  |  |  |
| |                                                     |  |  |  |  |  |  |  |  |  |  |  |  |  |  |  |
| |                                                     |  |  |  |  |  |  |  |  |  |  |  |  |  |  |  |
| | 22. Palatino Cristián III de Zweibrücken-Birkenfeld |  |  |  |  |  |  |  |  |  |  |  |  |  |  |  |
| |                                                     |  |  |  |  |  |  |  |  |  |  |  |  |  |  |  |
| |                                                     |  |  |  |  |  |  |  |  |  |  |  |  |  |  |  |
| | 11. Carolina de Zweibrücken                         |  |  |  |  |  |  |  |  |  |  |  |  |  |  |  |
| |                                                     |  |  |  |  |  |  |  |  |  |  |  |  |  |  |  |
| |                                                     |  |  |  |  |  |  |  |  |  |  |  |  |  |  |  |
| | 23. Carolina de Nassau-Saarbrücken                  |  |  |  |  |  |  |  |  |  |  |  |  |  |  |  |
| |                                                     |  |  |  |  |  |  |  |  |  |  |  |  |  |  |  |
| |                                                     |  |  |  |  |  |  |  |  |  |  |  |  |  |  |  |
| | 1. Augusta de Sajonia-Weimar-Eisenach               |  |  |  |  |  |  |  |  |  |  |  |  |  |  |  |
| |                                                     |  |  |  |  |  |  |  |  |  |  |  |  |  |  |  |
| |                                                     |  |  |  |  |  |  |  |  |  |  |  |  |  |  |  |
| | 24. Carlos Federico de Holstein-Gottorp             |  |  |  |  |  |  |  |  |  |  |  |  |  |  |  |
| |                                                     |  |  |  |  |  |  |  |  |  |  |  |  |  |  |  |
| |                                                     |  |  |  |  |  |  |  |  |  |  |  |  |  |  |  |
| | 12. Pedro III de Rusia                              |  |  |  |  |  |  |  |  |  |  |  |  |  |  |  |
| |                                                     |  |  |  |  |  |  |  |  |  |  |  |  |  |  |  |
| |                                                     |  |  |  |  |  |  |  |  |  |  |  |  |  |  |  |
| | 25. Ana Petrovna de Rusia                           |  |  |  |  |  |  |  |  |  |  |  |  |  |  |  |
| |                                                     |  |  |  |  |  |  |  |  |  |  |  |  |  |  |  |
| |                                                     |  |  |  |  |  |  |  |  |  |  |  |  |  |  |  |
| | 6. Pablo I de Rusia                                 |  |  |  |  |  |  |  |  |  |  |  |  |  |  |  |
| |                                                     |  |  |  |  |  |  |  |  |  |  |  |  |  |  |  |
| |                                                     |  |  |  |  |  |  |  |  |  |  |  |  |  |  |  |
| | 26. Cristián Augusto de Anhalt-Zerbst               |  |  |  |  |  |  |  |  |  |  |  |  |  |  |  |
| |                                                     |  |  |  |  |  |  |  |  |  |  |  |  |  |  |  |
| |                                                     |  |  |  |  |  |  |  |  |  |  |  |  |  |  |  |
| | 13. Catalina II de Rusia                            |  |  |  |  |  |  |  |  |  |  |  |  |  |  |  |
| |                                                     |  |  |  |  |  |  |  |  |  |  |  |  |  |  |  |
| |                                                     |  |  |  |  |  |  |  |  |  |  |  |  |  |  |  |
| | 27. Juana Isabel de Holstein-Gottorp                |  |  |  |  |  |  |  |  |  |  |  |  |  |  |  |
| |                                                     |  |  |  |  |  |  |  |  |  |  |  |  |  |  |  |
| |                                                     |  |  |  |  |  |  |  |  |  |  |  |  |  |  |  |
| | 3. María Pavlovna de Rusia                          |  |  |  |  |  |  |  |  |  |  |  |  |  |  |  |
| |                                                     |  |  |  |  |  |  |  |  |  |  |  |  |  |  |  |
| |                                                     |  |  |  |  |  |  |  |  |  |  |  |  |  |  |  |
| | 28. Carlos I Alejandro de Wurtemberg                |  |  |  |  |  |  |  |  |  |  |  |  |  |  |  |
| |                                                     |  |  |  |  |  |  |  |  |  |  |  |  |  |  |  |
| |                                                     |  |  |  |  |  |  |  |  |  |  |  |  |  |  |  |
| | 14. Federico II Eugenio de Wurtemberg               |  |  |  |  |  |  |  |  |  |  |  |  |  |  |  |
| |                                                     |  |  |  |  |  |  |  |  |  |  |  |  |  |  |  |
| |                                                     |  |  |  |  |  |  |  |  |  |  |  |  |  |  |  |
| | 29. María Augusta de Thurn y Taxis                  |  |  |  |  |  |  |  |  |  |  |  |  |  |  |  |
| |                                                     |  |  |  |  |  |  |  |  |  |  |  |  |  |  |  |
| |                                                     |  |  |  |  |  |  |  |  |  |  |  |  |  |  |  |
| | 7. Sofía Dorotea de Wurtemberg                      |  |  |  |  |  |  |  |  |  |  |  |  |  |  |  |
| |                                                     |  |  |  |  |  |  |  |  |  |  |  |  |  |  |  |
| |                                                     |  |  |  |  |  |  |  |  |  |  |  |  |  |  |  |
| | 30. Federico Guillermo de Brandeburgo-Schwedt       |  |  |  |  |  |  |  |  |  |  |  |  |  |  |  |
| |                                                     |  |  |  |  |  |  |  |  |  |  |  |  |  |  |  |
| |                                                     |  |  |  |  |  |  |  |  |  |  |  |  |  |  |  |
| | 15. Federica de Brandeburgo-Schwedt                 |  |  |  |  |  |  |  |  |  |  |  |  |  |  |  |
| |                                                     |  |  |  |  |  |  |  |  |  |  |  |  |  |  |  |
| |                                                     |  |  |  |  |  |  |  |  |  |  |  |  |  |  |  |
| | 31. Sofía Dorotea de Prusia                         |  |  |  |  |  |  |  |  |  |  |  |  |  |  |  |
| |                                                     |  |  |  |  |  |  |  |  |  |  |  |  |  |  |  |
| |                                                     |  |  |  |  |  |  |  |  |  |  |  |  |  |  |  |